# Jana Janusová
Jana Janusová (26. února 1941, Plzeň – 18. května 1998, tamtéž) byla česká historička, spisovatelka, vysokoškolská pedagožka ZČU.

## Život
Vystudovala Střední školu pro učitele národních škol v Plzni, kde absolvovala maturitou v roce 1959. Poté nastoupila pedagogickou dráhu na osmiletých středních školách ve Stříbře a Bezdružicích. V roce 1961 musela ze zdravotních důvodů na práci ve školství rezignovat. Dálkově vystudovala Pedagogický institut v Plzni, obor český jazyk, dějepis a výtvarná výchova (1963) a Filozofickou fakultu Univerzity Karlovy v Praze, obor historie-český jazyk (1967). Od roku 1969 působila na katedře historie Pedagogické fakulty v Plzni. V r. 1970 získala titul PhDr, v roce 1980 obhájila kandidaturu a v roce 1985 docenturu. Práce z oboru, literatura faktu, životopisné romány. Má čestný hrob na Ústředním hřbitově v Plzni.

## Výběr z díla
- Janusová, Jana. Labuť a kalich. 1. vyd. Plzeň: Západočeské nakladatelství, 1987. 181 s.
- Janusová, Jana. Kameník krále Vladislava. Vyd. 2. Karviná: Amosium servis, 1996, ©1989. 174 s.